# Phytocoris rosillos
Phytocoris rosillos är en insektsart som beskrevs av Stonedahl 1995. Phytocoris rosillos ingår i släktet Phytocoris och familjen ängsskinnbaggar. Inga underarter finns listade i Catalogue of Life.